# Alt-Eberstadt
Alt-Eberstadt bezeichnet einen Statistischen Bezirk in Darmstadt-Eberstadt.

## Infrastruktur und Sehenswürdigkeiten
- Alte Dorfmühle
- Alte Kaisermühle
- Altes Rathaus
- Bauernhof (Heidelberger Landstraße 267)
- Darmstädter Hof
- Düne am Ulvenberg von Darmstadt-Eberstadt
- Ehemalige Brauerei
- Ehemalige Provinzialpflegeanstalt
- Eisenbahnbrücke
- Engelsmühle
- Eschollmühle
- Evangelische Dreifaltigkeitskirche
- Fachwerkgebäude (Heidelberger Landstraße 271)
- Fachwerkhaus (Heidelberger Landstraße 226)
- Freie Waldorfschule Darmstadt
- Geibelsche Schmiede
- Gründerzeitgebäude (Heidelberger Landstraße 269)
- Gutenbergschule Darmstadt-Eberstadt
- Hickebick
- Judenbrünnchen
- Kao Corporation
- Koppenmühle
- Kriegerdenkmal
- Modaubrücke
- Mühltalbad
- Neue Kaisermühle
- Software AG
- St. Josef
- Waldmühle
- Wohnhaus (Heidelberger Landstraße 242)